# František Hatala
František Hatala (7. listopadu 1925 Dolný Ohaj – 1. září 2015 Bratislava) byl důstojník ČSLA, vysokoškolský pedagog a politik.

## Život a vojenská kariéra
Po skončení čtyřleté měšťanské školy v roce 1940 se vyučil strojníkem a pracoval v podniku CIKTA v Nových Zámcích.
V říjnu 1947 nastoupil základní vojenskou službu u 4. ženijního pluku v Bratislavě-Petržalce. Od října 1947 do května 1948 absolvoval poddůstojnickou školu ženijního vojska v Komárně v hodnosti svobodníka a potom kurz osvětových poddůstojníků při velitelství 9. pěší divize v Nitře. V dubnu 1949 se stal frekventantem Školy pro důstojníky pěchoty v záloze v Milovicích.
1. října 1949 byl jmenován podporučíkem ženijního vojska v záloze a podle paragrafu č. 37 Branného zákona byl aktivován jako voják z povolání v hodnosti poručíka. Od října 1949 do listopadu 1950 působil jako politický pracovník na Vojenské škole Jana Žižky ve Spišské Nové Vsi. 1. října 1950 byl povýšen na nadporučíka a pověřen funkcí organizačního instruktora pro stranickou práci na politickém oddělení velitelství 10. pěší divize v Košicích.
Od února 1952 do února 1953 absolvoval Ústřední politickou školu v Praze. V únoru 1952 byl povýšen na kapitána, v březnu 1953 na štábního kapitána a po zrušení této hodnosti byl od června 1953 majorem.
V říjnu 1956 byl vyslán ke studiu Vojenské politické akademie K. Gottwalda do Prahy. 1. července 1957 byl v rámci denního studia na akademii povýšen na podplukovníka. Studium ukončil s červeným diplomem v červenci 1959. Následně začal pracovat jako starší učitel – náčelník skupiny stranicko-politické práce a kulturní výchovy Vojenské akademie A. Zápotockého v Brně a v letech 1960–1962 tu vykonával funkci náčelníka katedry stranickopolitické práce. Následně si prohloubil znalosti dvouletým postgraduálním studiem pedagogiky na Vojenské politické akademii K. Gottwalda v Praze.
V srpnu 1962 byl vyslán ke studiu oboru vojenská pedagogika a psychologie v rámci vědecké aspirantury na Vojenské politické akademii V. I. Lenina v Moskvě. Studium zakončil v září 1965 obhajobou diplomové práce. Následně jeden rok působil jako učitel pedagogiky na Vojenské akademie A. Zápotockého v Brně. V říjnu 1966 byl povýšen na plukovníka. V dubnu 1969 v souvislosti se zrušením Vojenské politické akademie K. Gottwalda v Praze byl pověřen Ministerstvem národní obrany, aby vybudoval vojenskou politickou fakultu při Vojenské akademii Antonína Zápotockého v Bratislavě. Od 1. září 1969 se stal proděkanem pro učební a výchovnou činnost.
V listopadu 1972 se podílel na vytvoření nové Vojenské politické akademie Klementa Gottwalda v Bratislavě. Vykonával zde funkci zástupce náčelníka akademie. 4. listopadu 1975 se habilitoval jako docent v oboru pedagogika.
1. října 1978 jej prezident republiky povýšil na generálmajora. 28. března 1981 byl jmenován profesorem v oboru vojenská pedagogika. K 31. prosinci 1988 odešel do zálohy, respektive do důchodu a žil v Podhájské. Zemřel 1. září 2015 v Bratislavě.

## Vyznamenání
Během své vojenské kariéry obdržel řadu vyznamenání:
- Medaile Za službu vlasti, 1955
- Vyznamenání Za zásluhy o obranu vlasti, 1957
- Vyznamenání Za zásluhy o výstavbu, 1969
- Pamětní medaile k 25. výročí Vítězného února, 1973
- Medaile Za upevňování přátelství ve zbrani,[5] II. stupeň, 1977

- Řád rudé hvězdy, 1984
- Pamětní medaile 40. výročí osvobození ČSSR
- Za zásluhy o ČSLA,[6] I. stupeň, 1988